# Famille Champagne de Labriolle
 (juillet 2024).
Si vous disposez d'ouvrages ou d'articles de référence ou si vous connaissez des sites web de qualité traitant du thème abordé ici, merci de compléter l'article en donnant les références utiles à sa vérifiabilité et en les liant à la section « Notes et références ».
La famille Champagne de Labriolle est une famille subsistante de la bourgeoisie française originaire de Seine-et-Marne. 

## Personnalités
- Pierre Champagne de Labriolle (1874-1940), philologue, latiniste et historien français, membre de l'Académie des inscriptions et belles-lettres.
- François Champagne de Labriolle (1926-2019), spécialiste de langue et civilisation russe et balte, président de l'INALCO, fils du précédent.
- Jacques Champagne de Labriolle (1955- ), diplomate français, fils du précédent.

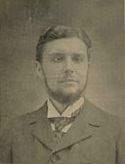
Pierre Champagne de Labriolle (1874-1940)

## Pour approfondir